# لایکا ام۷
لایکا ام۷ (به انگلیسی: Leica M7) یک دوربین عکاسی تک‌لنزی بازتابی ۳۵ میلی‌متری ساخت شرکت لایکا است.